# Дуннин (государство)
Дуннин (кит. трад. 東寧王國, упр. 东宁王国, пиньинь Dōngníng Wángguó), также иногда называемое Государство [семьи] Чжэн (кит. трад. 鄭氏王朝, упр. 郑氏王朝, пиньинь Zhèngshì Wángcháo) или Княжество Яньпин (延平王國), в европейских источниках той эпохи Формозское Королевство — тайваньское государство, существовавшее в 1662—1683 годах как оплот сторонников династии Мин против маньчжурской экспансии.
30 апреля 1661 года Чжэн Чэнгун с 25 тыс. солдат осадил главную голландскую крепость Зеландия на острове, 1 февраля 1662 года крепость пала и остров попал под власть Чжэн Чэнгуна.
Во главе этого нового государственного образования стояла (де-факто) династия Чжэн, состоявшая из знаменитого пирата, а потом генерала Чжэн Чэнгуна, его сына Чжэн Цзина и внука Чжэн Кэшуана. В государстве была организована схожая с китайской политическая система, получила распространение ханьская культура (так как основное население составляли ханьские беженцы с материка).
Название «Дуннин» («Покой на востоке») достаточно старое, и использовалось задолго до захвата Тайваня Чжэн Чэнгуном. Например, под этим названием Тайвань фигурирует на «Карте множества стран мира» (Куньюй Ваньго Цюаньту) 1602 года.
Предполагается, что во время правления семейства Чжэн население Тайваня, прежде малонаселённого, достигло приблизительно 120 000 человек.